# Служба знакомств
Служба знакомств — услуги по поиску знакомых, друзей, сексуальных партнёров или партнёра для брака. Как правило, поддерживаются специально созданной организацией (часто коммерческой).
Благодаря своей доступности службы знакомств стали значительным явлением социальной жизни современного общества.

## История
Электронные базы данных с анкетами тех, кто хочет найти партнёра, появились ещё в 60-е годы XX века, но и по сей день реальные агентства активно используют бумажные картотеки — именно рукописные анкеты с достоверным портфолио остаются востребованными в первоочередном порядке, как наиболее информативные (если нет видео). С развитием технологий службы стали охватывать всё большее количество пользователей и развиваться как в разных технологических форматах, так и в различных сферах рынка знакомств — от публичных домов до брачных агентств.

Если говорить о форматах, то в 1980-х годах появились службы видеознакомств (в которых человек представлен не только фотоанкетой, а ещё и видеозаписью). Интернет-сайты знакомств появились в 1990-е годы, в 1998 году появился формат быстрых свиданий, где-то в те же годы — пейджинговые, телефонные, SMS-службы, а потом и голосовые. С массовой доступностью видеохостингов (в России переломным стал 2006 год) стало возможным смотреть видео с брачными объявлениями частично и в открытом доступе через интернет, благодаря чему видеотеки знакомств снова вышли на первый план.

## SMS-службы знакомств
Появились с развитием сотовой связи. Общение с системой и партнёрами ведётся посредством коротких сообщений (SMS) на мобильный телефон. Личность и телефонный номер абонента не раскрываются его партнёрам в целях безопасности. Клиенту предлагается сообщить о себе анкетные данные и составить запрос на поиск. За пересылку каждого sms взимается небольшая плата.
Sms-службы выгодно отличались от интернет-служб своей мобильностью (не привязаны к компьютерной сети), доступностью (мобильные телефоны были тогда распространены в гораздо большей степени, чем персональные компьютеры) и скоростью работы (sms доставляются чрезвычайно быстро). Выгодно это было прежде всего самым мобильным операторам увеличением платного трафика.

## Интернет-службы
Появились в 90-е годы XX века с развитием Интернета и расширением его популярности. Клиенту такой службы предлагается заполнить анкету про себя и желаемого партнёра, разместить фотографии, затем выдаётся имя и пароль для подключения к службе. Интернет-службами принято называть (в отличие от агентств) службы знакомств, в которых поиск партнёров производит не человек, сотрудник службы, а сервер на основе сопоставления анкет, содержащихся в базе. Существуют также специализированные интернет-службы знакомств: для представителей сексуальных меньшинств, для глухонемых, для ВИЧ-положительных, для людей, ищущих знакомства среди людей определённой профессии или рода деятельности. Все эти социальные группы присутствуют, как правило, и в общих службах знакомств, однако специализированные службы (в зависимости от запросов клиента) могут сделать поиск эффективнее. Для этих групп интернет-службы знакомств предоставили важную возможность найти похожего партнёра, до того мало доступную.
Интернет предоставил службам знакомств несколько важных преимуществ: дешевизну и доступность (как правило, требуется только наличие компьютера с интернет-подключением), почти полную анонимность, а значит, большую безопасность (подтверждать свою личность от клиента не требуется), оперативность (фотографии и данные можно часто обновлять, сообщения доставляются в реальном времени).
Вместе с тем, нередки случаи обмана: использование чужих фотографий, искажение собственных характеристик в анкете, попытки выдать себя за человека другого пола и возраста, спам и предложения секса за плату. Кроме того, известны случаи, когда через такие сайты растлители малолетних находили контакты с детьми. В связи с этим администраторы сайтов обычно предупреждают пользователей о возможности стать жертвой мошенников.
Последние годы российские сайты знакомств перешли на коммерческие рельсы, взимая плату с пользователей через SMS за подъём анкеты в первые ряды и другие привилегии. В связи с этим и сами хозяева сайтов знакомств стали активно заниматься обманом пользователей. Возбуждаются уголовные дела и проходят судебные процессы как над пользователями, так и над самими владельцами сайтов знакомств, которые в погоне за прибылью создают огромное количество фальшивых анкет и ведут с помощью этих анкет фальшивую переписку с реальными пользователями.

## Speed dating
Теме быстрых свиданий посвящена отдельная страничка Speed dating.
Изначально этот американский формат знакомства предполагал минутное устное представление тет-а-тет, пересаживание к следующей девушке и обмен симпатиями через раввина. Получил бурное развитие в 1998—2002 годы вплоть до появления технологической возможности размещать видеопредставления в интернете. То, что в начале 2000-х представлялось как модный эксперимент, к 2010 году стало чётко отработанной бизнес-схемой. В России практикуется и по сей день с некоторыми местными особенностями:
- беседуют чаще 2 на 2, и не по 1 минуте, а по 10—20 минут; кроме того, пересаживаются вовсе не кавалеры, а дамы;
- организаторами обещается определённая возрастная группа и что все будут холостые, но билеты продаются через интернет кому угодно, и на «вечер быстрых знакомств для молодёжи» приходят уже не то что «за 30», а даже и «за 60»;
- так называемый «обмен симпатиями» (нет возможности получить телефон) легко скрывает мухлёж с подставными гостями, причём даже в случаях 100-процентного замещения «женихов» статистами этого никак не заметить и нет возможности обличить мошенников;
- знакомые молодые пары приглашаются в отдельный день на фотосет с атрибутикой агентства, а на сайте их отзывы и съёмки преподносятся как фотоотчёт с прошедшего мероприятия быстрых знакомств.

## В искусстве
- В рассказе американского писателя О. Генри «Супружество как точная наука» — из сборника рассказов «Благородный жулик» о мошенниках Джефе Питерсе и Энди Такере — главные герои открыли фиктивную брачную контору. Их соучастницей в этом стала знакомая Джефу Питерсу женщина, которую компаньоны выдавали за клиентку фирмы (она была единственной «клиенткой» фирмы) и задачей которой было отказываться от всех мужчин-клиентов фирмы, делавших предложения этой женщине.